# Дивный (Красноярский край)
Дивный — посёлок в Новосёловском районе Красноярского края России. Входит в состав Чулымского сельсовета.

## География
Посёлок расположен в 38 км к северо-востоку от районного центра Новосёлово.

## Население
| 2010 |
| ---- |
| 244  |

Гендерный состав
По данным Всероссийской переписи населения 2010 года 120 мужчин и 124 женщины из 244 чел.